# Fuji Ayako
Fuji Ayako (藤 あや子 Đằng Thái Tử) (sinh 1961) là một ca sĩ diễn ca nổi tiếng Nhật Bản. Một nhạc phẩm lừng danh của cô được nhiều người biết đến là Ruju (-ルージュ, tạm dịch "Màu son hồng"), do Nakajima Miyuki sáng tác; được biết đến ở Việt Nam với phiên bản Việt "Người tình mùa đông".

## Thân thế
Cô tên thật là Fujimura Manami (藤村 真奈美 Đằng Thôn Chân Nại Mỹ), nhũ danh Takahashi (高橋 Cao Kiều), sinh ngày 10 tháng 5 năm 1961 tại thị trấn Kakunodate, tỉnh Akita.
Ayako tốt nghiệp trường Trung học Nam Kakunodate tỉnh Akita. Cô bắt đầu sự nghiệp diễn ca của mình vào ngày 21 tháng 9 năm 1989. Cô từng ký hợp đồng với Sony Music Nhật Bản. 

## Phát hành (solo)

### Ca khúc hit
- Onna, 1990
- Amayo Zake, 1991
- Kokoro Zake, 1992
- Murasaki Ujō, 1993
- Hana no Waltz, 1994
- Miren, 1995
- Utakata no Koi, 1998

### Audio
- Ayako Fuji: Best Of Best, ngày 20 tháng 6 năm 2001
- Ayako Fuji zenkyokushu, ngày 11 tháng 11 năm 2001
- Koyoi zake, ngày 22 tháng 5 năm 2002
- Ryuhyoukoiuta, ngày 28 tháng 8 năm 2002
- Saigetsu, ngày 23 tháng 10 năm 2002
- Yorisoibashi, ngày 26 tháng 3 năm 2003
- Manjushaka, ngày 18 tháng 9 năm 2003
- Ayako Fuji Zenkyoku Shu, ngày 19 tháng 11 năm 2003
- Hanabira Bojo, ngày 18 tháng 2 năm 2004
- Yuki Koya, ngày 29 tháng 9 năm 2004
- Ayako Fuji Saishin Hit Zenkyokusyu, ngày 11 tháng 11 năm 2004
- Minato Komoriuta, ngày 18 tháng 5 năm 2005
- Fuji Ayako Saishin Hit Zenkyokushu'06, ngày 11 tháng 11 năm 2005
- Yoimachigusa, ngày 3 tháng 3 năm 2006
- Shizukana Yume [Limited Release], ngày 5 tháng 4 năm 2006
- Ayako Fuji Hit Kyoku Zenshu '07, ngày 8 tháng 11 năm 2006

### Video
- Debut 10th Anniversary Recital - Hana Yurete 10 Nen, ngày 21 tháng 10 năm 1998
- Ayako Fuji Super Hit Video Vol.1, ngày 24 tháng 1 năm 2001
- Tokusen DVD Single - Minato Komoriuta, ngày 24 tháng 8 năm 2005

## Truyền hình
- NHK Kayō Concert 「NHK歌謡コンサート」 [2]
- Kōhaku Uta Gassen (15 appearances as of 57th event) [3]

43rd 1992, Kokoro Zake
44th 1993, Murasaki Ujō
45th 1994, Hana no Waltz
46th 1995, Miren
47th 1996, Beni
48th 1997, Utakata no Koi
49th 1998, Yuki Shinshin
50th 1999, Onna no Magokoro
51st 2000, Futari Hana
52nd 2001, Futari no Kizuna
53rd 2002, Ryuhyoukoiuta
54th 2003, Manjushaka
55th 2004, Yuki Arano
56th 2005, Murasaki Ujō
57th 2006, Yuki Shinshin